# 方昊 (隐士)
方昊（？—？），字太初，浙江青溪人。生于唐末，唐朝灭亡后，耻非所仕，隐居于岩谷之中。武肃王曾经征召他，但被其拒绝。他一生收徒讲学，深受同乡敬佩，宋朝咸淳年间为其建立祠堂祭祀，被称为静乐先生。